# ورد عملاق
ورد عملاق (الاسم العلمي:Rosa gigantea) هو نوع من النباتات يتبع جنس الورد من الفصيلة الوردية.